# Sony Xperia ZL
O Sony Xperia ZL (C650x), comercializado como Sony Xperia ZQ no Brasil, é um smartphone Android desenvolvido e comercializado pela Sony. O dispositivo foi lançado em março de 2013.

Possui um processador quad-core Snapdragon S4 Pro de 1,5 GHz, 2 GB de memória RAM e 16 GB de armazenamento interno, com slot para cartão microSD.